# La Coquille
La Coquille is een gemeente in het Franse departement Dordogne (regio Nouvelle-Aquitaine). De plaats maakt deel uit van het arrondissement Nontron. La Coquille telde op 1 januari 2022 1.259 inwoners.

## Geografie
De oppervlakte van La Coquille bedraagt 22,37 km², de bevolkingsdichtheid is 57 inwoners per km² (per 1 januari 2019).
De onderstaande kaart toont de ligging van La Coquille met de belangrijkste infrastructuur en aangrenzende gemeenten.

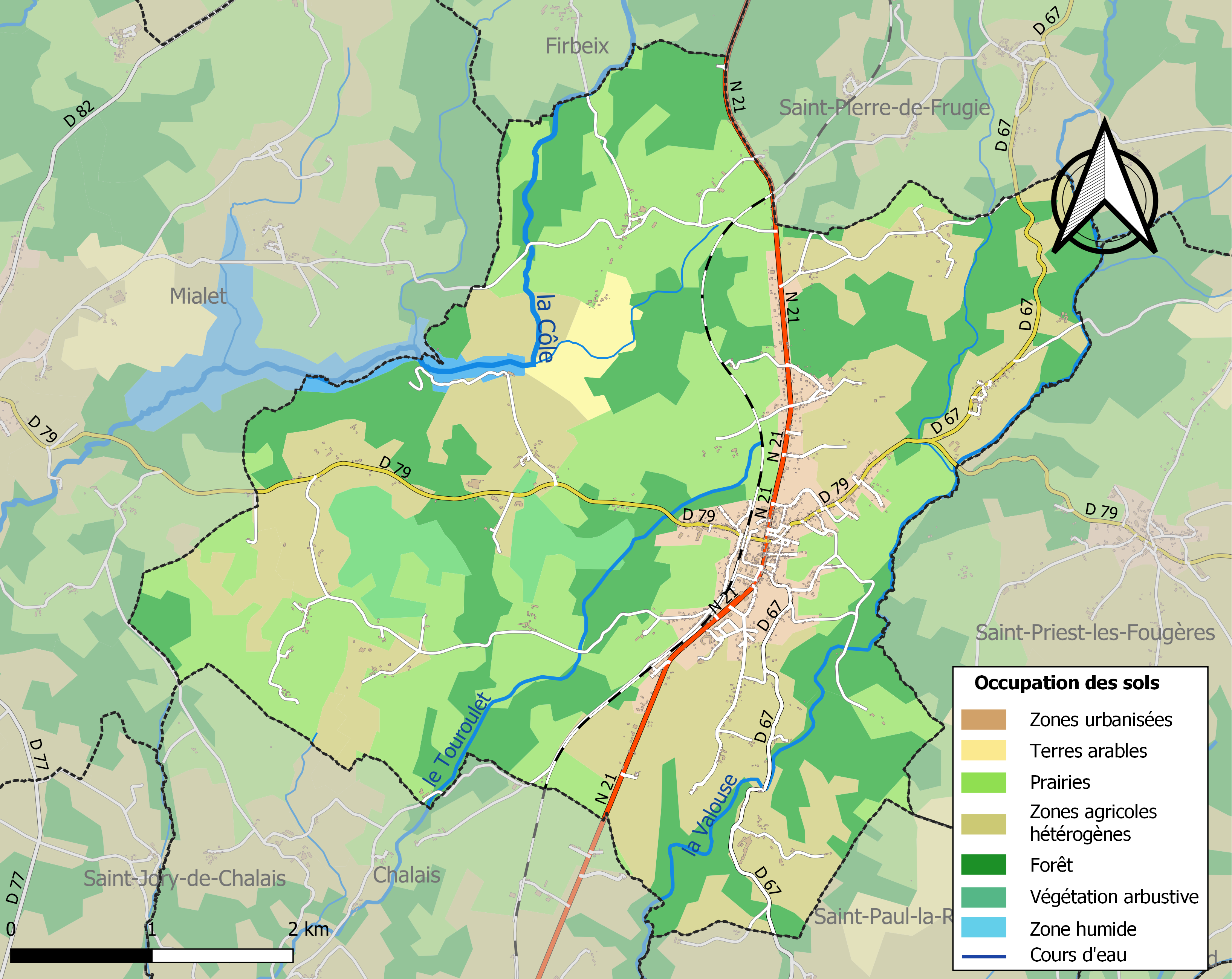

## Verkeer
In de gemeente ligt het spoorwegstation La Coquille.

## Demografie
Onderstaande figuur toont het verloop van het inwonertal (bron: INSEE-tellingen).

## Geschiedenis
De gemeente bestaat uit twee dorpen: Sainte-Marie-de-Frugie en La Coquille.
Eerst viel La Coquille onder de parochie Sainte-Marie-de-Frugie. In 1685 was La Coquille al belangrijker dan Saint-Marie-de-Frugie; dit kwam doordat La Coquille aan de oude grote weg van Châlus naar Thiviers lag. Toen in 1750 La Coquille een postkoetshalte kreeg, werd de plaats nog belangrijker. In 1841 kreeg La Coquille een postkantoor en in de jaren 1850 werd de spoorlijn Limoges-Périgueux met een station in La Coquille gepland; omdat bovendien de kerk in Sainte-Marie-de-Frugie bouwvallig was, besloot men op 28 mei 1855 de zetel van de gemeente en de parochie naar La Coquille te verplaatsen en de naam van de gemeente te veranderen in Sainte-Marie-La Coquille. Het werd uiteindelijk bij keizerlijk decreet van 26 januari 1856 de gemeente La Coquille. De 13e-eeuwse kerk in Sainte-Marie-de-Frugie bleef behouden, maar in 1873 kreeg La Coquille zijn eigen kerk, gelegen aan een ruim opgezet dorpsplein.